# Juratic
Juratic（ジュラチック）は、福井県のマスコットキャラクター。恐竜をモチーフにしており、同県における「公式恐竜ブランド」としている。

## 概要
2014年2月14日に、ラプト、サウタン、ティッチーの3体のキャラクターが福井県とジュラチック王国と姉妹関係を締結したという設定で誕生。デザインは日清食品のチキンラーメンのマスコット「ひよこちゃん」などを手掛けた中野シロウで、福井県で発掘された恐竜にちなんでいる。
2015年2月17日には、追加の17体のキャラクターを発表。追加キャラクターは福井県の17市町（2015年時点）をイメージしたものとなっている。この追加キャラクター群も中野シロウがデザインを手掛けており、キャラクターのデザインは福井県内の各市町を実際に訪問して制作した。
「Juratic」は恐竜の時代を表すうえで一番有名な「ジュラ紀」を表す「Jurassic」と、「〜のような」の「チック」を合わせた造語であり、「恐竜のような」キャラクターという意味である。

## キャラクター一覧
主要キャラクター
- ラプト（フクイラプトル） - とってもしっかりもの。好奇心おうせいで力持ち。いつもみんなの人気者。PR戦隊「Juratic」隊長
- サウタン（フクイサウルス） - ちょっとおっちょこちょい。いたずら大好き。楽しいことはもっと好き。PR戦隊「Juratic」副隊長
- ティッチー（フクイティタン） - ちょっとのんびりや。とっても優しい。ここぞというとき頼りになる。PR戦隊「Juratic」副隊長

その他のキャラクター
- カマラ（カマラサウルス） - 大きな体の草食恐竜。草をすりつぶして食べる歯はとても固い。
- マイア（マイアサウラ） - 子育て大好き草食恐竜。砂浜に穴を掘って卵を温める。
- ステゴン（ステゴサウルス） - 草食恐竜。背中のゴツゴツした骨盤板はまるで奇岩。
- ランベオ（ランベオサウルス） - 草・花がとても大好きな草食恐竜。花の香りにひかれてやってくる。
- スピノ（スピノサウルス） - お祭り大好きの肉食恐竜。神経トゲは祭りのどんど焼きのよう。
- ブラキオ（ブラキオサウルス） - 大きいけれど、おとなしい草食恐竜。膨らんだ花が特徴的。
- アンキロ（アンキロサウルス） - 草食恐竜。尻尾の疲れを温泉で癒す。
- トリケラ（トリケラトプス） - 3本の角を持つ草食恐竜。首のえり飾りの美しさが特徴的。
- ディロフォ（ディロフォサウルス） - 素早い動きの肉食恐竜。ギザギザのトサカは岸壁みたい。
- ヒパクロ（ヒパクロサウルス） - 草食恐竜。頭の形は燈籠のような不思議な形。
- プテラ（プテラノドン） - グライダーのように空を飛ぶ翼竜。優雅に空を飛ぶ。
- パラサ（パラサウロロフス） - 草食恐竜。船のマストのように伸びたトサカ。
- コンコラ（コンコラプトル） - 貝が大好きな肉食恐竜。越前海岸の海の幸が大好き。
- ミクロン（ミクロラプトル） - 若狭湾に生息する翼竜。新鮮なお魚が大好き。
- オラ（オウラノサウルス） - 山の幸が大好物。山菜、野菜が大好き。
- パッキー（パキケファロサウルス） - きのこが大好きな草食恐竜。頭の形が大好きなきのこにそっくり。
- ケルコ（ケツァルコアトルス） -　湖畔に生息する翼竜。湖の上を飛び回り、魚たちを狙う。

## 主な商品展開等
ここでは、Juraticを使用した商品展開などについて記載する。以下の項目以外については公式サイトを参照。
ほねほねザウルス（カバヤ食品）
カバヤ食品の食玩シリーズ「ほねほねザウルス」で、福井県立恐竜博物館とのコラボレーションとして2016年に第1弾を発売。第1弾は2か月間で約16万個を完売する人気を得て、2017年に第2弾、2018年に第3弾を発売した。福井県外の企業とのコラボレーションでは最大の製造金額となっている。
福井銀行のネット支店
2017年3月1日に、福井銀行のインターネットバンキングの支店「ジュラチック王国支店」を開設。スマートフォンの専用アプリで口座開設できるのが特徴となっている。詳細は福井銀行インターネット支店 ジュラチック王国支店を参照。
テレビアニメ
2017年10月31日からキッズステーションにおいてテレビアニメ『ジュラチック』の放送を開始。全26本のミニ番組で放送時間が1分程度、14本がキャラクターによるアニメ、12本が実写映像の番組となっている。自治体によるキャラクターのアニメ化は全国初。複数年の放送で、2017年度の当初予算に500万円を計上している。
テーマソング
2018年に、福井県越前市出身のシンガーソングライターせりかながJuraticのテーマソング「dinosaur」をリリース。同年2月13日に全国発売された。